# Нагольд (город)
Нагольд (нем. Nagold) — город в Германии, районный центр, расположен в земле Баден-Вюртемберг.
Подчинён административному округу Карлсруэ. Входит в состав района Кальв. Население составляет 22 542 человека (на 31 декабря 2010 года). Занимает площадь 63,09 км². Официальный код — 08 2 35 046.
Город подразделяется на 8 городских районов.